# Bryan Ngwabije
Bryan-Clovis Ngwabije (Lione, 30 maggio 1998) è un calciatore francese naturalizzato ruandese, difensore del Blois.

## Carriera

### Nazionale
Il 4 giugno 2021 ha esordito con la nazionale ruandese giocando l'amichevole vinta 2-0 contro la Rep. Centrafricana.

## Statistiche

### Cronologia presenze e reti in nazionale
| Cronologia completa delle presenze e delle reti in nazionale ― Ruanda | Cronologia completa delle presenze e delle reti in nazionale ― Ruanda | Cronologia completa delle presenze e delle reti in nazionale ― Ruanda | Cronologia completa delle presenze e delle reti in nazionale ― Ruanda | Cronologia completa delle presenze e delle reti in nazionale ― Ruanda | Cronologia completa delle presenze e delle reti in nazionale ― Ruanda | Cronologia completa delle presenze e delle reti in nazionale ― Ruanda | Cronologia completa delle presenze e delle reti in nazionale ― Ruanda |
| Data                                                                  | Città                                                                 | In casa                                                               | Risultato                                                             | Ospiti                                                                | Competizione                                                          | Reti                                                                  | Note                                                                  |
| --------------------------------------------------------------------- | --------------------------------------------------------------------- | --------------------------------------------------------------------- | --------------------------------------------------------------------- | --------------------------------------------------------------------- | --------------------------------------------------------------------- | --------------------------------------------------------------------- | --------------------------------------------------------------------- |
| 4-6-2021                                                              | Kigali                                                                | Ruanda                                                                | 2 – 0                                                                 | Rep. Centrafricana                                                    | Amichevole                                                            | -                                                                     | 81’                                                                   |
| 7-6-2021                                                              | Kigali                                                                | Rep. Centrafricana                                                    | 0 – 5                                                                 | Ruanda                                                                | Amichevole                                                            | -                                                                     | 79’                                                                   |
| 1-9-2021                                                              | Agadir                                                                | Mali                                                                  | 1 – 0                                                                 | Ruanda                                                                | Qual. Mondiali 2022                                                   | -                                                                     | 30’                                                                   |
| 5-6-2025                                                              | Costantina                                                            | Algeria                                                               | 2 – 0                                                                 | Ruanda                                                                | Amichevole                                                            | -                                                                     | 74’                                                                   |
| Totale                                                                |                                                                       | Presenze                                                              | 4                                                                     |                                                                       | Reti                                                                  | 0                                                                     |                                                                       |